# Diocesi di Grand Island
La diocesi di Grand Island (in latino Dioecesis Insulae Grandis) è una sede della Chiesa cattolica negli Stati Uniti d'America suffraganea dell'arcidiocesi di Omaha. Nel 2021 contava 46.390 battezzati su 280.181 abitanti. È retta dal vescovo Joseph Gerard Hanefeldt.

## Territorio
La diocesi comprende parte dello stato americano del Nebraska e precisamente le contee di Buffalo, Sherman, Valley, Garfield, Loup, Custer, Blaine, Brown, Keya Paha, Logan, Thomas, Hooker, McPherson, Grant, Cherry, Rock, Garden, Deuel, Morrill, Cheyenne, Kimball, Banner, Box Butte, Scotts Bluff, Sioux, Dawes e Sheridan e parte delle contee di Dawson, Lincoln, Keith e Hall
Sede vescovile è la città di Grand Island, dove si trova la cattedrale della Natività della Beata Vergine Maria (Cathedral of the Nativity of the Blessed Virgin Mary).
Il territorio si estende su 108.800 km² ed è suddiviso in 69 parrocchie.

## Storia
La diocesi di Kearney fu eretta l'8 marzo 1912, ricavandone il territorio dalla diocesi di Omaha (oggi arcidiocesi).
Il 13 maggio 1916 in forza del decreto Cum Metropolitanus della Sacra Congregazione Concistoriale la diocesi di Omaha cedette ancora alla diocesi di Kearney le contee di Hall, Wheeler, Greeley e Howard.
L'11 aprile 1917 per effetto del decreto Recto et utili della stessa Sacra Congregazione Concistoriale la diocesi ha assunto il nome attuale in seguito al trasferimento della sede vescovile da Kearney a Grand Island.
La cattedrale fu costruita a partire dal 1926 e consacrata il 5 luglio 1928.
Originariamente suffraganea di Dubuque, il 4 agosto 1945 è entrata a far parte della provincia ecclesiastica di Omaha.

## Cronotassi dei vescovi
Si omettono i periodi di sede vacante non superiori ai 2 anni o non storicamente accertati.
- James Albert Duffy † (27 gennaio 1913 - 5 giugno 1931 dimesso[3])
- Stanislaus Vincent Bona † (18 dicembre 1931 - 2 dicembre 1944 nominato vescovo coadiutore di Green Bay[4])
- Edward Joseph Hunkeler † (10 marzo 1945 - 31 marzo 1951 nominato vescovo di Kansas City)
- John Linus Paschang † (28 luglio 1951 - 25 luglio 1972 ritirato)
- John Joseph Sullivan † (25 luglio 1972 - 27 giugno 1977 nominato vescovo di Kansas City-Saint Joseph)
- Lawrence James McNamara † (10 gennaio 1978 - 14 ottobre 2004 ritirato)
- William Joseph Dendinger (14 ottobre 2004 - 14 gennaio 2015 ritirato)
- Joseph Gerard Hanefeldt, dal 14 gennaio 2015

## Statistiche
La diocesi nel 2021 su una popolazione di 280.181 persone contava 46.390 battezzati, corrispondenti al 16,6% del totale.
| anno | popolazione | popolazione | popolazione | presbiteri | presbiteri | presbiteri | presbiteri                | diaconi | religiosi | religiosi | parrocchie |
| anno | battezzati  | totale      | %           | numero     | secolari   | regolari   | battezzati per presbitero | diaconi | uomini    | donne     | parrocchie |
| ---- | ----------- | ----------- | ----------- | ---------- | ---------- | ---------- | ------------------------- | ------- | --------- | --------- | ---------- |
| 1950 | 30.432      | 296.076     | 10,3        | 87         | 84         | 3          | 349                       |         | 2         | 239       | 53         |
| 1966 | 48.766      | 290.000     | 16,8        | 94         | 92         | 2          | 518                       |         | 2         | 225       | 95         |
| 1970 | 49.234      | 298.700     | 16,5        | 85         | 83         | 2          | 579                       |         | 2         | 176       | 59         |
| 1976 | 52.150      | 297.485     | 17,5        | 75         | 73         | 2          | 695                       |         | 4         |           | 90         |
| 1980 | 51.846      | 299.300     | 17,3        | 75         | 73         | 2          | 691                       |         | 2         |           | 90         |
| 1990 | 51.953      | 316.000     | 16,4        | 83         | 83         |            | 625                       |         | 1         | 98        | 89         |
| 1999 | 53.967      | 290.429     | 18,6        | 80         | 80         |            | 674                       |         |           | 98        | 43         |
| 2000 | 55.447      | 298.027     | 18,6        | 69         | 69         |            | 803                       |         |           | 98        | 83         |
| 2001 | 56.879      | 295.176     | 19,3        | 66         | 66         |            | 861                       |         |           | 98        | 83         |
| 2002 | 55.206      | 295.176     | 18,7        | 66         | 66         |            | 836                       |         |           | 98        | 82         |
| 2003 | 54.549      | 295.176     | 18,5        | 65         | 65         |            | 839                       |         |           | 98        | 82         |
| 2004 | 57.460      | 295.176     | 19,5        | 63         | 63         |            | 912                       |         |           | 73        | 36         |
| 2006 | 58.200      | 303.500     | 19,2        | 60         | 60         |            | 970                       |         |           | 70        | 49         |
| 2013 | 55.800      | 316.000     | 17,7        | 61         | 55         | 6          | 914                       | 7       | 6         | 50        | 76         |
| 2016 | 56.993      | 322.258     | 17,7        | 62         | 60         | 2          | 919                       | 10      | 2         | 35        | 69         |
| 2019 | 58.250      | 329.300     | 17,7        | 59         | 57         | 2          | 987                       | 15      | 2         | 32        | 69         |
| 2021 | 46.390      | 280.181     | 16,6        | 59         | 56         | 3          | 786                       | 14      | 3         | 26        | 69         |